# Thargelia megastigma
Thargelia megastigma là một loài bướm đêm trong họ Noctuidae.